# Pisaster ochraceus
La estrella de mar ocre (Pisaster ochraceus) es una especie de equinodermo asteroideo de la familia Asteriidae. Es una estrella de mar común de la costa del Pacífico de América del Norte. 